# Декларація незалежності США
39°56′56″ пн. ш. 75°09′00″ зх. д. / 39.9489° пн. ш. 75.15° зх. д.

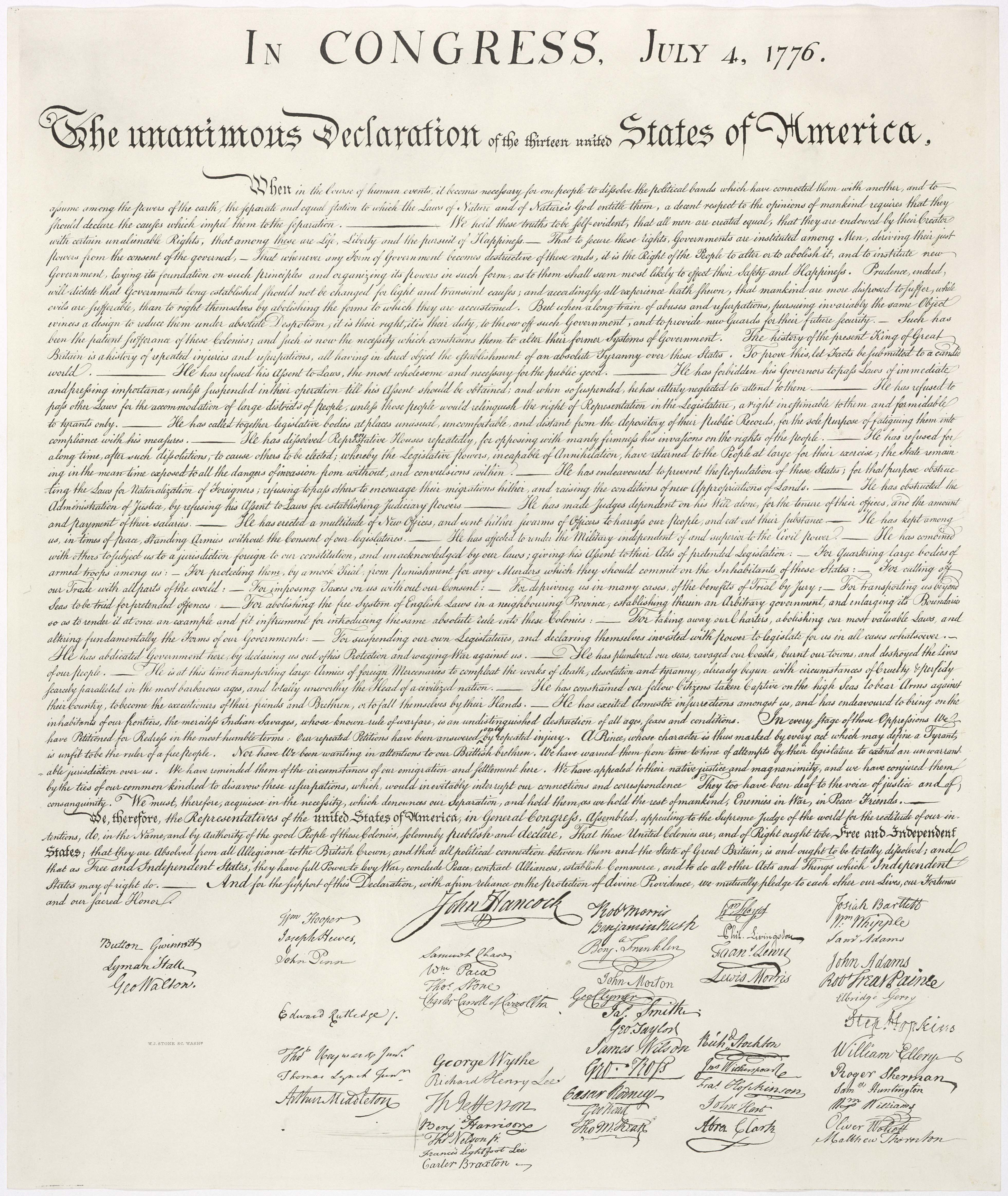
Текст Декларації незалежності Сполучених Штатів Америки

Декларація незалежності Сполучених Штатів підписана 1776 року в Америці  (англ. United States Declaration of Independence) — виданий Другим Континентальним конгресом північноамериканських колоній Великої Британії документ, прийнятий 4 липня 1776 року, яким було проголошено, що тринадцять колоній у Північній Америці стають вільними та незалежними державами і що всі політичні зв'язки між ними та Королівством Великої Британії анулюються.
У вступній частині Декларації розповідається про природність людського прагнення до політичної незалежності; визнається, що підстави для досягнення такої незалежності мають бути достатньо вагомими та недвозначними. У преамбулі окреслюється загальна філософія такого явища як уряд загалом і пояснюється правомочність революції у випадку, якщо уряд порушує базові права підданих. У Декларації надається довгий перелік «неодноразових утисків та узурпацій», чинених британським урядом проти прав і свобод американських колоністів. Потому згадується про спроби колоністів привернути увагу британської влади до викладених проблем та про прикру відсутність реакції на ці спроби. Як висновок, Декларація містить твердження, що існують умови, за яких люди мають право змінити їхній уряд, що умови були створені внаслідок діяльності Великої Британії і що у зв'язку з цим колонії змушені відкинути свої політичні зв'язки з британською короною і перетворитись на незалежні держави. Декларацію підписано Президентом Другого Континентального Конгресу Джоном Хенкоком та п'ятдесятьма п'ятьма депутатами конгресу.

## Підписанти Декларації

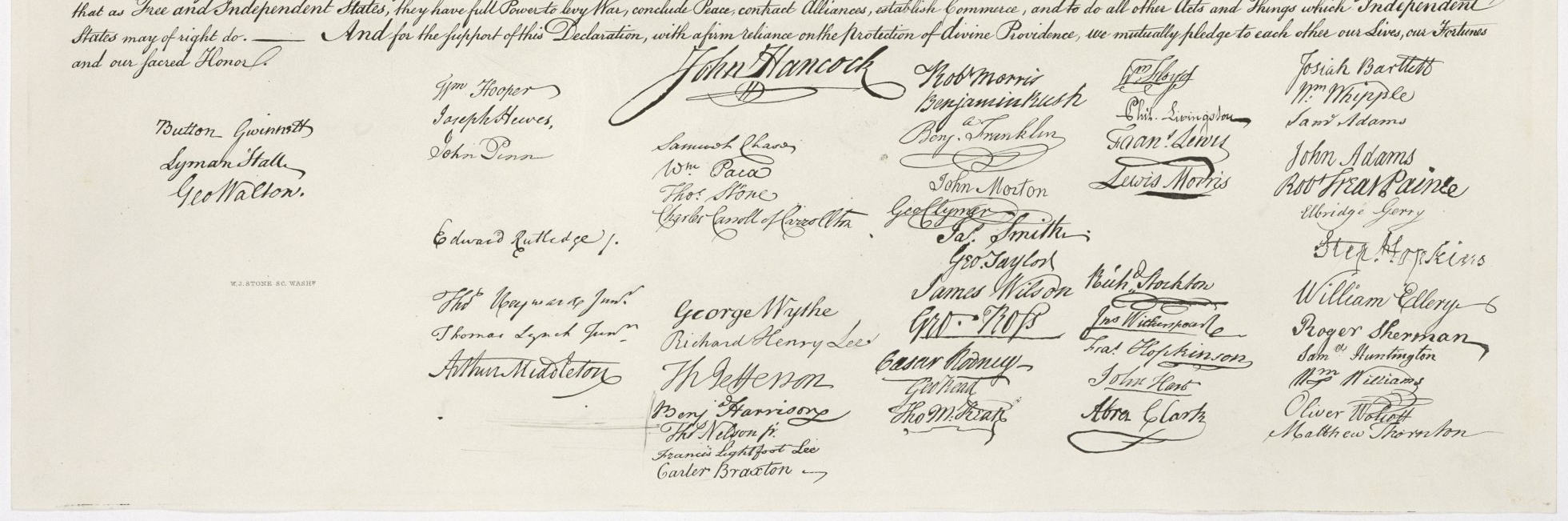
Підписи під Декларацією незалежності США

П'ятдесят шість делегатів зрештою підписали Декларацію:
Президент Континентального Конгресу:
1.  Джон Хенкок (Массачусетс)
| Нью-Гемпшир 2. Йосія Бартлетт 3. Вільям Віппл 4. Метью Торнтон Массачусетс 5. Самюел Адамс 6. Джон Адамс 7. Роберт Трет Пейн 8. Елбридж Геррі Род-Айленд 9. Стівен Хопкінс 10. Вільям Еллері Коннектикут 11. Роджер Шерман 12. Семюел Гангтінгтон 13. Вільям Вільямс 14. Олівер Уолкотт Нью-Йорк 15. Вільям Флойд 16. Філіп Лівінгстон 17. Френсіс Льюїс 18. Льюїс Морріс | Нью-Джерсі 19. Річард Стоктон 20. Джон Візерспун 21. Френсіс Гопкінсон 22. Джон Герт 23. Авраам Кларк Пенсільванія 24. Роберт Морріс 25. Бенджамін Раш 26. Бенджамін Франклін 27. Джон Мортон 28. Джордж Клаймер 29. Джеймс Сміт (делегат) 30. George Taylor (Pennsylvania politician) 31. Джеймс Вілсон 32. Джордж Росс Делавер 33. Джордж Рід 34. Цезар Родні 35. Томас Маккі́н Меріленд 36. Семюел Чейз 37. Вільям Пака 38. Томас Стоун 39. Чарльз Керролл | Вірджинія 40. Джордж Віт 41. Річард Генрі Лі 42. Томас Джефферсон 43. Бенджамін Гаррісон V 44. Томас Нельсон-молодший 45. Френсіс Лайтфут Лі 46. Картер Брекстон Північна Кароліна 47. Вільям Гупер 48. Джозеф Г'юз 49. Джон Пенн Південна Кароліна 50. Едвард Рутледж 51. Томас Гейворд-молодший 52. Томас Лінч-молодший 53. Артур Міддлтон Джорджія 54. Баттон Ґвіннетт 55. Ліман Холл 56. Джордж Волтон |

## Цікаві факти
- У фільмі «Скарб нації» вказується, що на зворотній стороні декларації є таємний шифр, написаний невидимими чорнилами. Щоб прочитати цей шифр, головний герой викрадає Декларацію незалежності.

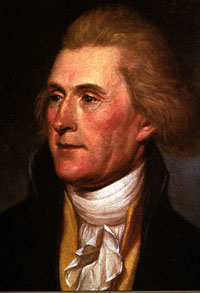
Томас Джефферсон

- У день 50-ї річниці Декларації незалежності США померли відразу двоє її авторів Джон Адамс та Томас Джефферсон, що були відповідно другим та третім Президентами США. Того ж дня, але на 55-ту річницю помер і п'ятий Президент США — Джеймс Монро.

## Текст та переклади
У Вікіджерелах
- Оригінал: United States Declaration of Independence
- Є переклади на десятки мов світу, серед них на чотири слов'янські: біл. s:be:Дэкларацыя незалежнасці ЗША, болг. s:bg:Декларация на независимостта на САЩ, пол. s:pl:Deklaracja niepodległości Stanów Zjednoczonych, рос. s:ru:Декларация независимости США, пер. Андрій Каменський[ru], 1897[1][2][3]

Оригінал
- http://www.archives.gov/national-archives-experience/charters/declaration_transcript.html [Архівовано 16 травня 2008 у Wayback Machine.]. Національні Архіви США.
- Декларація незалежності в Національних Архівах (Stone engraving) [Архівовано 17 травня 2008 у Wayback Machine.]

Український переклад
Переклад з англійської Олександра Винникова.
Редактор Михайлина Коцюбинська.
- Переклад Декларації [Архівовано 14 листопада 2013 у Wayback Machine.] на сайті Харківської правозахисної групи
- Переклад Декларації, наведений у книзі Історія Америки, видавництва Літопис, 2010 / Переклала Марія Габлевич (?).[5]